# Дамянос Георгиу Драскас
Дамянос Георгиу Драскас (на гръцки: Δαμιανός Γεωργίου Δράσκας или Ντράσκας) е гръцки учен, лекар, професор в Атинския университет.

## Биография
Роден е в западномакедонския град Костур, Османската империя през 1809 г. Драскас е видна фамилия от кайлярското село Катраница, принудена да емигрира в Костур вследствие на турски преследвания. Баща му Георгиос Драскас е виден костурски дарител. Другият син на Георгиос Наум Георгиу Драскас също е известен с благотворителната си дейност в Костур.
Дамянос Драскас следва медицина в Лайпцигския университет, където през 1833 г. получава докторска степен. През 1840 г. е избран за редовен професор по анатомия и физиология в Атинския университет. Преподава там до 1883 г. Той е вторият професор по анатомия след Димитриос Маврокордатос. В академичните години 1865 – 66, 1870 – 71 и 1880 – 81 е декан на Медицинския факултет. Междувременно развива дейност по финансиране на костурските училища.
Умира през 1899 г. Синът му Георгиос Дамяну Георгиу (Γεώργιος Δ. Γεωργίου) е виден костурски общественик.

## Трудове
Драскас превежда от немски език следните книги:
- Eρμηνεία εις τον ανατομικόν άτλαντα (1843) на М. Й. Вебер
- Eγχειρίδιον φυσιολογίας του ανθρώπου (1848) на Р. Вагнер[1]